# 비르길 폰 잘츠부르크

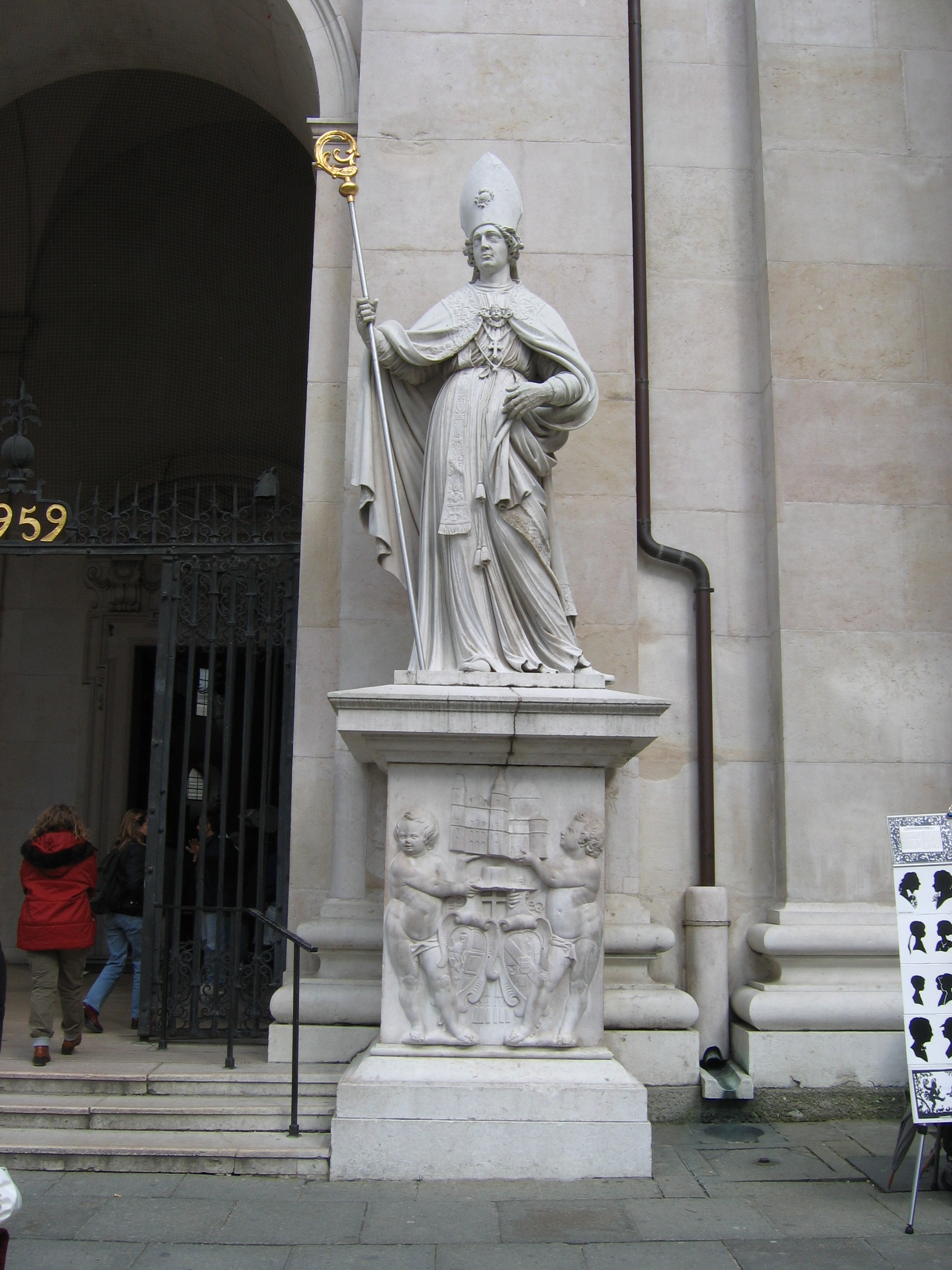
잘츠부르크 대성당의 비르길 석상.

성자 비르길 폰 잘츠부르크(독일어: Sankt Virgil von Salzburg, 아일랜드어: Naomh Feargal 니우 파르걸: 700년경-784년 11월 27일)는 아일랜드 출신의 천주교 성직자, 천문학자다. 아하보 수도원장, 오스라거 주교, 잘츠부르크 주교를 역임했다.